# Francesco Tornabene Roccaforte
Francesco Tornabene Roccaforte (Catania, 10 maggio 1813 – Catania, 16 dicembre 1897) è stato un religioso e botanico italiano, conosciuto come fondatore e docente dell'Orto botanico di Catania.

## Biografia
Monaco benedettino, priore del convento di S. Nicola di Catania, vicepresidente della Società Economica della Provincia di Catania, presidente del Comizio agrario di Catania, segretario generale dell'Accademia Gioenia di Scienze naturali, lavorò al riordino della biblioteca del Monastero (Storia critica della tipografia siciliana dal 1471 al 1536, Catania 1839; Catalogo ragionato delle edizioni del sec. XV e de' manoscritti che si conservano nella Biblioteca de' Benedettini di Catania, Catania 1846). Negli anni '40 le ricerche di botanica gli meritarono la cattedra nell'Università degli Studi di Catania; ed a Tornabene si deve la fondazione e la direzione dell'Orto botanico in collaborazione con Carlo Gemellaro e Lorenzo Maddem.
Francesco Tornabene fu autore di diverse pubblicazioni, prevalentemente a tema botanico, ma anche su aspetti di biblioteconomia. Tra le opere ebbero vasta diffusione il Quadro storico della Botanica in Sicilia (1847), le Ricerche sulla flora fossile etnea (1859) e la Geografia Botanica per la Sicilia (1846).
Seguì l'indirizzo di Alphonse de Candolle.

## Pubblicazioni
- Sopra alfuni fatti di anatomia e fisiologia vegetale, Catania, 1838 (comprende: memoria I sull'unione cristallino nelle foglie seminali delle piante; memoria II sulla motilità della porlieria hygrometra)
- Storia critica della tipografia siciliana dal 1471 al 1536, ibidem, 1839
- Biografia del canonico Francesco Gramignani, ib., 1839
- Ricerche bibliografiche sulle opere botaniche del secolo XV, ib., 1840
- Osservazioni sopra gli endogeni, ib., 1840
- Intorno alla patria ed alle opere di Filonide Siciliano, Palermo, 1840
- Sulla tesi organi elementari-cellule-trachee: memoria estemporanea scritta nella occasione del concorso per la cattedra di botanica nella R. Università di Catania, Catania, 1842
- Come si rendono coltivabili le lave dell'Etna: osservazioni, Napoli, 1842
- Saggio di geografia botanica per la Sicilia, Napoli, 1846 (Estratto dagli atti della VII adunanza degli scienziati italiani in Napoli)
- Biografia del P. D. Luigi Corvaja, Catania, 1843
- Catalogo ragionato delle edizioni del secolo XV. e de' manoscritti che si conservano della Biblioteca de' Benedettini Casinesi in Catania, ib., 1846
- Ragionamenti sopra alcune edizioni del secolo decimoquinto esistenti nella biblioteca dei Benedettini di Catania, S.l., s.n., 1846?
- Quadro storico della botanica in Sicilia che serve di prolusione all'anno scolastico 1846 e 1847 nella Regia Universita degli Studi in Catania, ib., 1847
- Notizia d'una carta topografico-botanica per la Sicilia del socio attivo p.d. Francesco Tornabene casinese...: letta nella tornata ordinaria del 22 giugno 1846, ib., 1847
- Lichenographia Sicula, ib., 1849
- Elogio funebre di Antonino Di Giacomo, ib., 1850
- Descrizione di un individuo teratologico vegetabile venuto sul frutto dell'Opunzia ... ?s.n. : s.l., 185.?
- Sopra la malattia che domina al presente ne' vigneti dell'Etna. Due parole di conforto ai suoi compatriotti etnicoli: lette alla Società economica della Provincia di Catania nell'adunanza estraordinaria del 29 luglio 1852, Catania, 1852
- Sulla difficoltà d'ottenersi un prodotto chimico differenziale dalle ceneri della vite sana e quella affetta da oidiopatia. Risposta al quesito della Commissione d'agricoltura e pastorizia di Sicilia: memoria di F.T. letta nella tornata del 20 gennaro 1853, alla Società economica della provincia di Catania, ib., 1853
- Elogio funebre di Francesco Paternò Castello duca di Carcaci, ib., 1854
- Sopra l'inefficacia dello zolfo nella malattia della vite: poche parole di F.T., Palermo, 1855
- Relazione dei travagli scientifici eseguiti nell'anno XXXI dell'Accademia Gioenia di scienze naturali in Catania: scritta dal segretario generale della medesima F.T., letta nella tornata ordinaria del 12 luglio 1855, Catania, 1855
- Elogio funebre di Giovanni Francesco Corvaja, ib., 1855
- Discorso sopra la pieta verso i morti detto nella chiesa di S. Martino nell'occasione degli annui funerali per i defunti dell'Arciconfraternita de' Bianchi, ib., 1855
- Alla memoria di Gaetano Paternò Castello duca di Carcaci: poche parole, ib., 1855
- Sopra un nuovo albero indigeno sull'Etna del genere Celtis: memoria ...letta nella seduta del 18 gennaro 1855 della detta Accademia, ib., 1856
- Elogio accademico del cav. Vincenzo Tineo ... letto nella seduta ordinaria del 4 settembre 1856 dell'accademia Gioenia, ib., 1856
- Relazione dei travagli scientifici eseguiti nell'anno XXXII dell'Accademia Gioenia di scienze naturali in Catania scritta dal segretario generale della medesima F.T., letta nella tornata ordinaria del 12 giugno 1856, ib., 1856
- Elogio funebre di Alberto Trigona duca di Misterbianco, ib., 1856
- Elogio funebre di Roberto Paternò Castello, ib., 1857
- Elogio funebre di Agatino Sammartino, ib., 1857
- Discorso pronunziato nel conferire le medaglie di premio del R. Istituto d'Incoraggiamento a sette catanesi il 4 ottobre 1857, onomastico di S. A. R. il Principe Ereditario del Regno delle Due Sicilie, ib., 1857
- Relazione dei travagli scientifici eseguiti nell'anno XXXIII dell'Accademia Gioenia di scienze naturali in Catania scritta dal segretario generale della medesima F.T., letta nella tornata ordinaria del 7 maggio 1857, ib., 1858
- Per la solenne cerimonia nel porsi la prima pietra alla fondazione del R. Orto botanico in Catania il 31 luglio 1858, natalizio di S. M. la regina delle Due Sicilie: discorso e descrizione, s.l.?, 1858?
- Monografia delle specie di asparagus spontanee sull'Etna, Catania, 1858
- Flora fossile dell'Etna, ib., 1859
- Relazione dei travagli scientifici eseguiti nell'anno XXXIV dell'Accademia Gioenia di scienze naturali in Catania scritta dal segretario generale della medesima F.T., letta nella tornata del 17 giugno 1858, ib., 1859
- Elogio funebre di Ferdinando II Re delle Due Sicilie: letto nella chiesa cattedrale di Catania li 18 luglio 1859 nei solenni funerali eseguiti dalla città, ib., 1859
- Relazione dei lavori scientifici per l'anno XXXVI dell'Accademia Gioenia di scienze naturali in Catania del segretario generale F.T., letta nella tornata del di 11 aprile 1861, ib., 1862
- Coltura delle opunzie nella provincia di Catania: comunicazioni fatte dal prof. F.T. presidente del Comizio agrario di Catania al Comizio agrario di Palermo dietro inchiesta del 2 agosto 1878 ..., ib., 1878
- Origine e diffusione dei vegetabili sul globo: prolusione per la inaugurazione dell'anno scolastico 1881-82 nella R. Università di Catania pronunziata il 16 novembre 1881, ib., 1882 (anche on-line Archiviato il 15 settembre 2013 in Internet Archive., da p. 282 e ss.)
- Flora sicula viva et exsiccata, seu collectio plantarum in Sicilia sponte nascentium hucusque cognitarum juxta methodum naturalem vegetabilium exposita in Horto botanico Regiae Universitatis studiorum Catinae, ib., 1887 (rist. an., Bologna, A. Forni, 1974)
- Hortus botanicus Regiae universitatis studiorum Catinae, Catania, 1887
- Flora Aetnea, seu, Descriptio plantarum in Monte Aetna sponte nascentium (volume 1), in 4 volumi, ib., 1889-1992 (Vol. I: Dicotyledoneae-Talamiflorae; 2: Dicotyledoneae-Calyciflorae; 3: Dicotyledoneae, Corolliflorae et Monochlamydeae; 4: Monocotyledoneae et Acotyledoneae - Semivasculares, Cellulares)
- Species duæ novæ ad Floram Siculam additæ, ib., 1889

| Tornab. è l'abbreviazione standard utilizzata per le piante descritte da Francesco Tornabene Roccaforte. Consulta l'elenco delle piante assegnate a questo autore dall'IPNI. |